# Куйбишевка (річка)
Ку́йбишевка (рос. Куйбышевка) — невеличка річка на острові Ітуруп в групі Курильських островів у Росії.
Довжина річки становить 28 км. Площа басейну 165 км². Бере початок з центральної частини острова. Протікає зі сходу на захід. Впадає до Охотського моря.
Річка гірського характеру. Тільки ліва притока Многоозерна, що впадає у верхів'ї, на деяких ділянках довжиною 2-5 км має рівнинний характер (з глибиною до 2 м). Притока дренує численні лавозагатні озера в кальдері вулкану Іван Грозний.
Дно річки вкрите галькою та камінням. Паводки у квітні-червні.

## Дивись також
Проблема Північних територій.